# Petaurus ariel
Petaurus ariel is een zoogdier uit de familie van de buideleekhoorns (Petauridae). De wetenschappelijke naam van de soort werd voor het eerst geldig gepubliceerd door John Gould in 1842.

## Taxonomie
Het werd lang beschouwd als een ondersoort van de suikereekhoorn (Petaurus breviceps), maar een studie uit 2020 splitste de Australische populaties van P. breviceps op in 3 verschillende soorten, waarbij P. ariel een van deze verschillende soorten bleek te vertegenwoordigen.

## Beschrijving
De soort lijkt enigszins op een kleine grijze suikereekhoorn (Petaurus norfolcensis) met een spitse neus. Het vertoont aanzienlijke variatie in lichaamsgrootte over zijn hele verspreidingsgebied; in de noordelijke kustgebieden is het klein genoeg om als de kleinste van alle Australische Petaurus te worden beschouwd. In de dorre delen in het binnenland van het zuidelijke deel van zijn verspreidingsgebied kan hij echter twee keer zo groot worden.

## Voorkomen
De soort leeft in de beboste savannes van Noord-Australië. Het komt voor van noordwestelijk Queensland via het Noordelijk Territorium tot aan noordelijk West-Australië (Kimberley).

## Voortplanting
In Arnhemland is de voortplanting niet seizoensgebonden en kunnen er het hele jaar door jongen geboren worden.

## Bedreigingen
De soort wordt bedreigd door sterke achteruitgang van het leefgebied, die naar verluidt veel andere kleine in bomen levende zoogdiersoorten in Noord-Australië heeft getroffen. Het leefgebied van de soort heeft de afgelopen 3 decennia een reductie van 35% ondergaan en verdwijnt vooral snel in het binnenland. De belangrijkste andere bedreigingen zijn waarschijnlijk verwilderde katten, bosbranden en verwilderde herbivoren.